# Якупов, Рифхат Гусманович
Рифхат Гусманович Якупов (тат. Рифкат Госман улы Якупов; род. 29 июля 1944, Ижевск, Удмуртская ССР, РСФСР, СССР) — советский и российский фотограф, фотожурналист. Заслуженный деятель искусств Республики Татарстан (2018). Лауреат Государственной премии Республики Татарстан имени Габдуллы Тукая (2025).

## Биография
Рифхат Гусманович Якупов родился 29 июля 1944 года в Ижевске Удмуртской ССР. Из татарской семьи, на татарском языке говорили только дома, в связи с чем в дальнейшем отмечал, что постепенно терял свою идентичность, совершенно не зная своего народа. В татарской школе не учился, а язык выучил только во взрослом возрасте.
После окончания десятого класса устроился ассистентом оператора на Ижевское телевидение, где проработал дальнейший год, параллельно печатаясь со своими заметками и фотографиями на спортивные темы в городских газетах. Получив аттестат зрелости в вечерней школе, для получения высшего образования уехал в Казань, выбрав этот город для понимания своих народных корней. В 1967 году окончил отделение журналистики историко-филологического факультета Казанского государственного университета имени В. И. Ульянова-Ленина.
Получив диплом пищущего журналиста, остался в университете на кафедре и работал в фотолаборатории. В 1968—1973 годах был фотокорреспондентом в газетах «Кооператор Татарии», «Яшь ленинчы», «Комсомолец Татарии», а с 1973 года — в журнале «Азат хатын». Участвовал в работе казанского фотоклуба «Волга», а в 1975 году стал одним из организаторов выделившегося из него фотоклуба «Тасма». Активно участвовал в выставках данного неформального объединения фотожурналистов, неудовлетворённых использованием своих фотографий в прессе, фактически заложив основы для казанской школы фотографии. Неоднократно выезжал в творческие командировки, в Прибалтику, на Кавказ, в Турцию.
С 1987 года с перерывами работает фотографом Татарского государственного академического театра имени Г. Камала. В 1989 году по приглашению Союза фотографов Швеции вёл мастер-классы в фотошколах Стокгольма и Гётеборга, также участвовал в ряде международных фотопроектов и выставках в Великобритании, Финляндии, США. На доходы от зарубежных проектов купил участок и построил дом в Крыму, где жил и работал в 1992–1998 годах, в частности, в 1996 году по заказу миссии ООН подготовил фоторепортажи о жизни депортированных народов — крымских татар, болгар, армян, греков, немцев. Ввиду большой безработицы и дискриминации по национальному признаку в Крыму в отношении татар, не смог устроиться на работу даже в районную газету, в результате трудился таксистом, официантом, экскурсоводом, а затем вернулся в Татарстан.
Живёт в Казани. В 2022 году был номинирован на Государственную премию Республики Татарстан имени Г. Тукая, став первым за всю историю премии кандидатом из области фотоискусства, и в итоге получил награду в 2025 году. Активно высказывается по вопросам сохранения татарской нации, проблемам журналистики и отсутствии свободы слова в России.
Для меня было удивительно, что все иностранцы, в отличие от нас, хотят знать о жизни наших народов. Подобные снимки часто печатают в западной прессе. А в нашей стране столько людей, столько народов, но мы порой даже соседей не знаем. Мне кажется, виновата и государственная политика по отношению к малым народам. Никто всерьёз не занимался проблемой. А в сознание мировой общественности вдалбливалось, что в СССР, кроме русских, никто не живёт. И до сих пор, когда на Западе говорю, что я татарин из Татарстана, из России, меня переспрашивают: значит, русский? Думаю, из-за этой политики умалчивания в сознании и самих наших граждан, в том числе фотографов, художников, происходила трансформация… Но когда я увидел мировую фотографию, осознал, насколько она интересуется национальными особенностями, задал себе вопрос: почему я, живя в Татарстане, на исторической родине, не вижу подобных снимков? Тогда и возложил на себя историческую миссию — рассказать о моём народе.Рифхат Якупов, 2005 год.

## Очерк творчества
Член Союза фотохудожников России (с 2001 года), член Союза театральных деятелей Российской Федерации, член Союза журналистов Татарстана (с 1976 года), председатель его фотосекции (1974—1979). Якупову принадлежит значительный вклад в развитие татарстанской школы профессиональной фотографии, он зарекомендовал себя как мастер документальной фотографии, фоторепортажа, экспозиционной фотографии, а в дальнейшем обратился к художественной фотографии. Особый интерес проявляет к познанию посредством фотографии окружающего мира и людей, изучению связей человека с местом его обитания, типов людей, природы, жилья, обычаев и праздников, формирующих идентичность.
Познакомился с сотрудниками Академии наук и поехал с ними в экспедицию в несколько районов Татарстана и в Вятско-Полянский район Кировской области. Первое посещение деревни было потрясением — я, можно сказать, впервые увидел, кто такие татары в действительности. Мы попали в патриархальную для того времени деревню, которой цивилизация ещё не коснулась. Тогда же я увидел первый настоящий деревенский Сабантуй. И это так эмоционально на меня подействовало, что я плакал от умиления — оказывается, мой народ настолько тёплый, душевный. Первые шедевры появились как раз с тех съёмок.Рифхат Якупов, 2005 год.

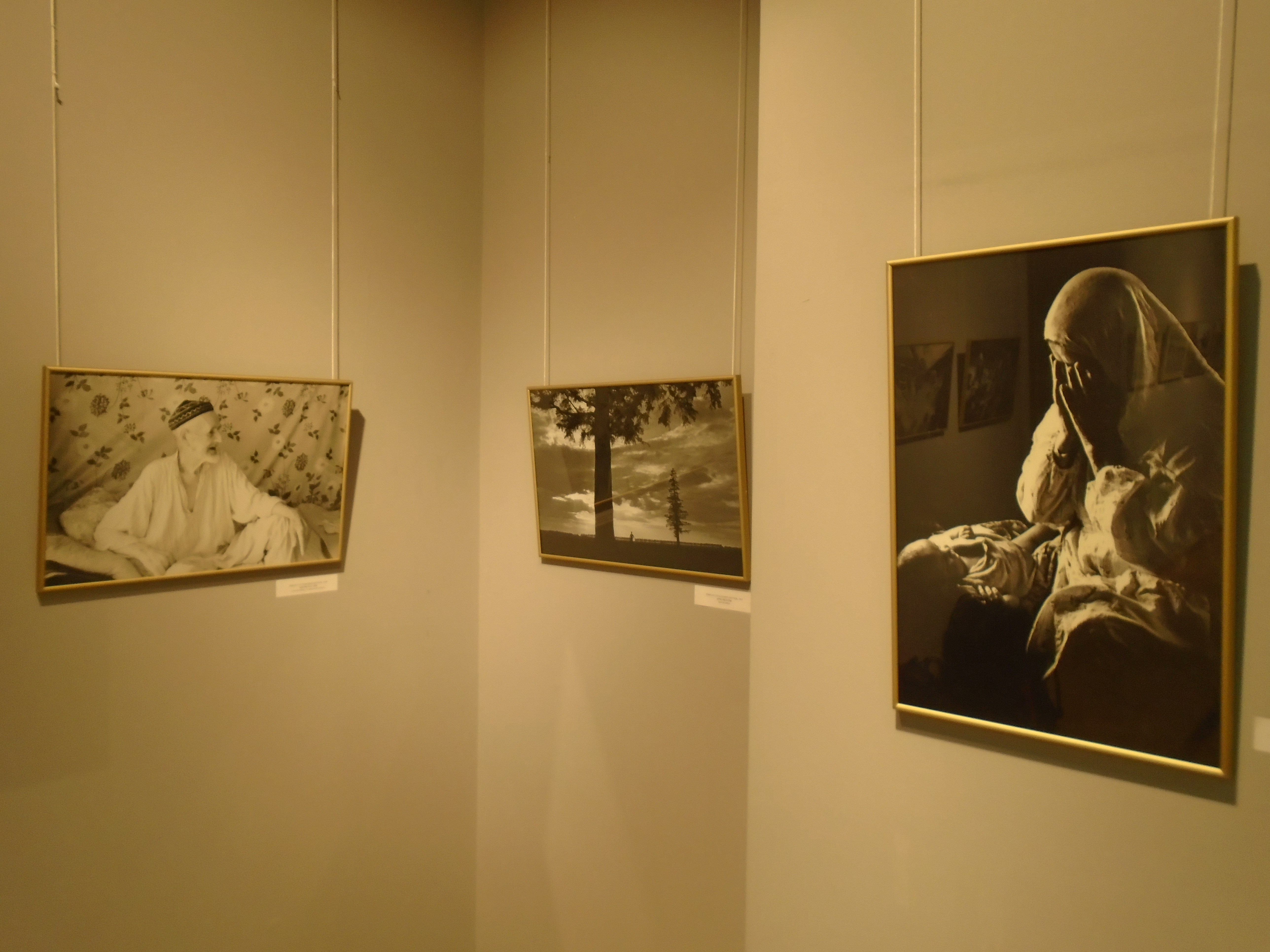
Фотографии Якупова

Увидев в 1969 году международную выставку гуманистической фотографии «Род человеческий» Э. Стайхена, на которой не было ни одной работы из Татарстана, решил заняться фотографическим документированием традиционного уклада жизни татар. Как итог, сфокусировал своё творчество на истории родного народа, языка, литературы, театра, на особенностях татар, проживающих в разных регионах России и других странах. В 1971 году Якупов побывал в первой в своей карьере этнографической и фольклорной экспедиции Института языка, литературы и искусства имени Г. Ибрагимова по татарским сёлам республики, куда в дальнейшем также выезжал неоднократно, как и по местам компактного проживания татар в Кировской области, в Астрахани, Тюмени, Уфе, в других регионах и городам России. Ряд его снимков на татарскую тему поначалу печатали в журналах лишь только чтобы разбавить привычный фоторяд «местной экзотикой», однако в дальнейшем, благодаря расширению творческого кругозора и фотографического мышления, работы Якупова приобрели вид единой и цельной картины на тему самобытно-самостоятельной жизни татарского народа, что было замечено критиками.
Неспешное и подробное фотоповествование о своей земле, её людях, неброской, но милой сердцу природе, с которой сживаешься навсегда. Зелёные холмы за околицей и бескрайние поля всходящей пшеницы; тропинка, ведущая неизвестно куда среди луговых просторов; мальчишки, возвращающиеся после вечернего купания; посиделки бабаев-мудрецов, пытающихся увязать ежедневную арифметику быта с высшей математикой вечности; доброжелательностьи открытость людей, которых, кажется, давно знаешь; галерея деревенских типажей… Сочетание высокого, поэтического — и обыденного, порой грубого. Всё это на фоне природы, среди природы и от природы. Всё одухотворено ею… И Рифкат Якупов сумел извлечь из деревенской жизни самое ценное — корни и сердцевину национального характера.Вахит Шарипов, 1980 год.

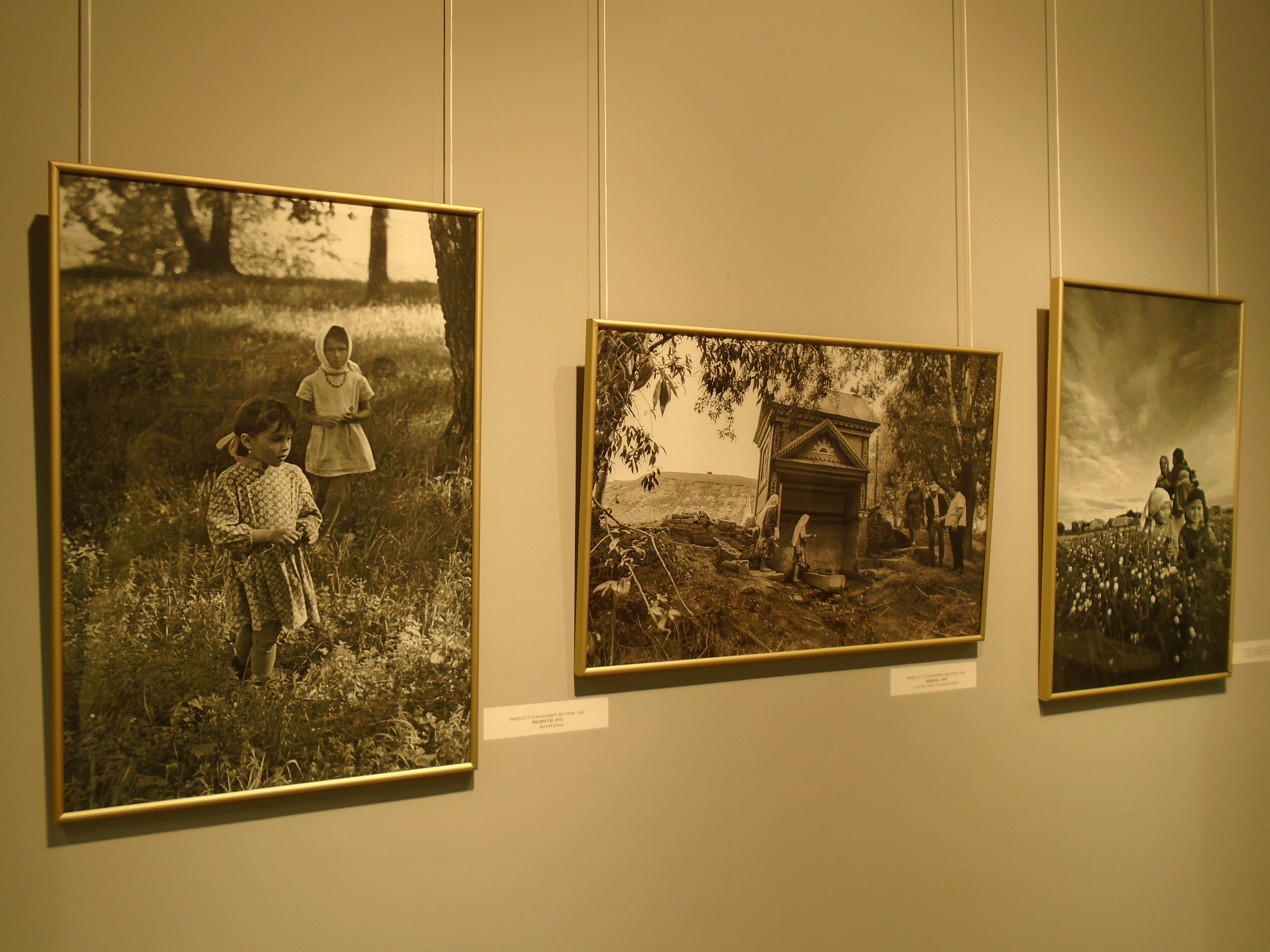
Фотографии Якупова

Особое развитие в творчестве Якупова получила тема сабантуя, широкого народного празднества, в котором наиболее широко проявились национальные черты и характер татарского народа. В 1979 году опубликовал фотоальбом «Сабантуй», в снимках которого запечатлел быт, природу, этнические типы волго-уральских, крымских, сибирских, польско-литовских татар. Эти работы принесли Якупову наибольший успех как у себя на родине, так и за рубежом. В 2014 году в свет вышел ещё один фотоальбом «Сабантуй» о татарском народе. В 1990-е годы занялся налаживанием связей с другими национальными регионами страны, показав пример «творческого интернационализма», в частности, ездил в Грузию. Особой темой в творчестве Якупова является жизнь крымских татар, которым он посвятил фотографический цикл «Хроника трудного возвращения» (1992–1998), серию «Крым. Потери и обретения» (1995), ряд других работ. По приезде в 1990 году в Крым, непосредственно документировал на фотокамеру процесс возвращения крымских татар на историческую родину, пикеты, демонстрации, съезды деятелей национального движения.
Рифхат Якупов мастерски снимает татарскую деревню. Это его малая творческая родина (сам он по месту рождения и стилю жизни — горожанин), которую знает и чувствует так, как не знает и не чувствует иной сельский житель. У него есть снимки, рассказывающие о духовной жизни, традициях и нови татарского села с той силой и болью, которые мы ощущаем в лучших произведениях наших писатолей-«деревѳнщиков». Видно, болит везде одинаково, и коренные устои жизни на Волге и в Сибири рушатся по одним и тем же законам, иначе чем объяснить духовное сходство татарских крестьянок с фотографий Р. Якупова и русских жителей Матёры?Марина Разбежкина, 1990 год.

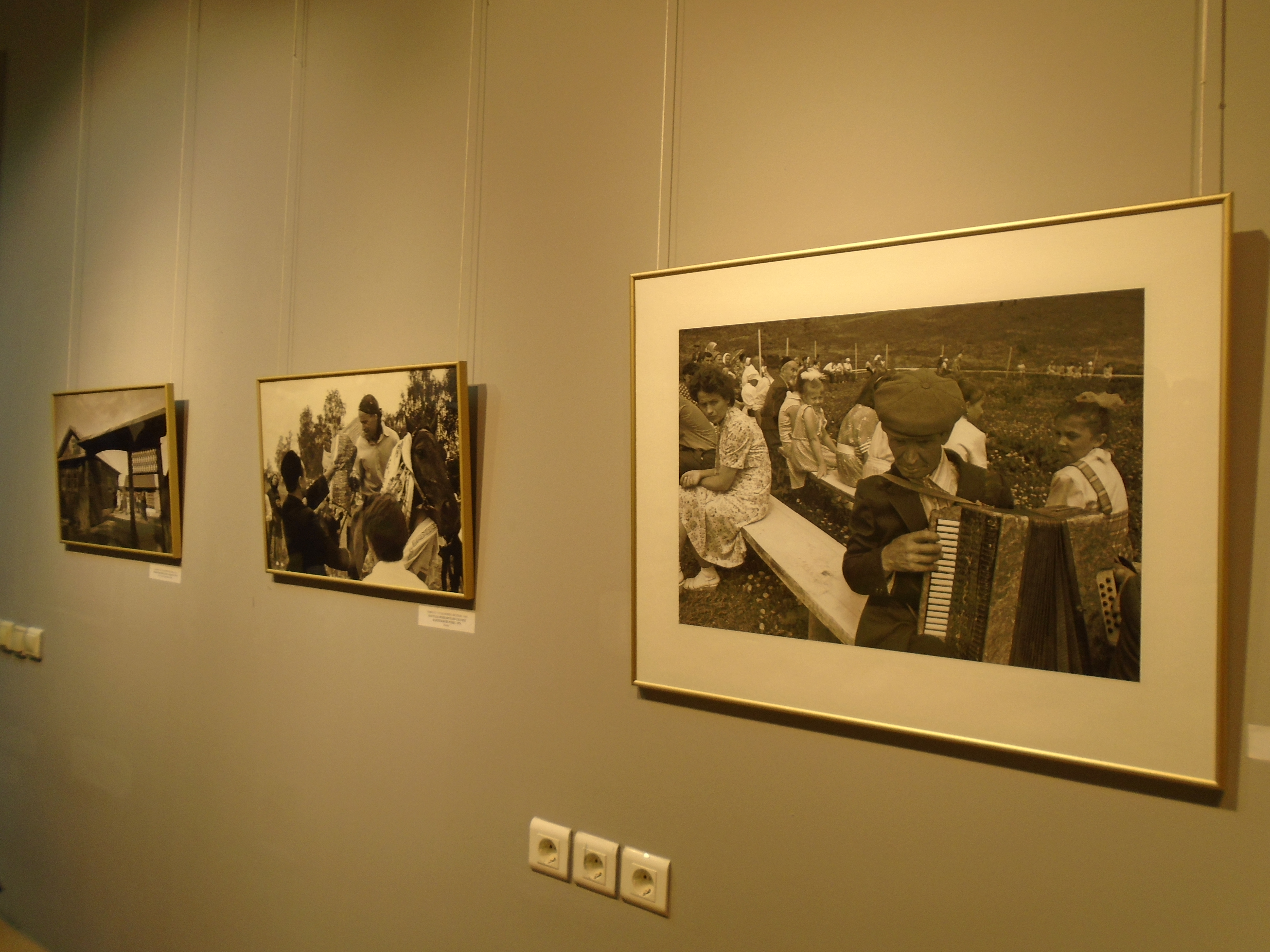
Фотографии Якупова

Также искусствоведами отмечается фотолетопись современного национального татарского театра, созданная Якуповым за более чем 35 лет работы за кулисами и на сцене театра Камала. Практически в ежедневном режиме он и поныне продолжает вести документальные, художественные и рекламные фотосъемки, фиксировать репетиционный процесс и постановки спектаклей, работу режиссеров и актеров, запечатлевать театральные фестивали и гастрольную деятельность театра. Благодаря сотрудничеству с театром, Якупов также познакомился с известными деятелями живописи, литературы, музыки. Сам он отмечал театр как важную веху в своей карьере, помогшую вернуться в лоно татарской культуры, в среду живого литературного языка. Также работает над серией снимков видов Казани, привлекая внимание зрителей к ускользающему, разрушаемому, изменяющемуся миру города, напоминая о том, «сколько ещё нужно осмыслить, понять и сделать, чтобы быть гражданами, достойными города со столь почтенным возрастом».
Фотография — уникальная, непременная часть искусства. Она оставляет черты уходящего и прибывающего. Говорят об ускользающем, толкуют о преходящем. А по сути, хотят ухватить или обнять истину. Обнять, а не объять. Детали откладывают на «потом». А их-то являет фотограф. Всего-о надо быть внимательным. Среди фотографов Рифхат Якупов чётко выделяется. Умеет бережно сохранять и то и это. Наша забота, всеобщая, лежит рядом — глядим, слушаем и лишь после — размышляем. Об этом и речь. Даль мысли необозрима, неостановима и необрываемы. Глаз фотографа Рифхата Якупова настороже в пределах и за пределами родного города.Рустем Кутуй, 2003 год.

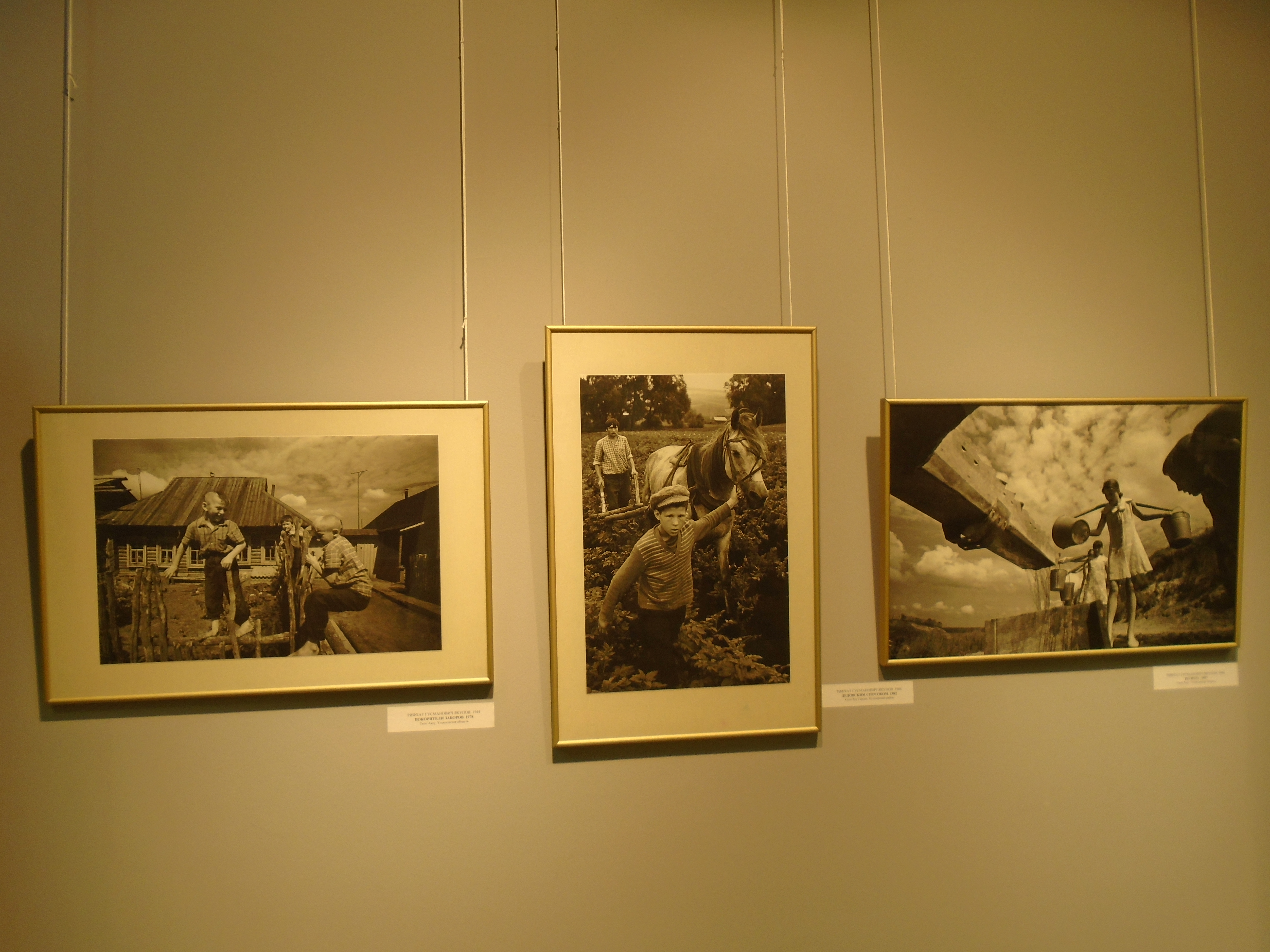
Фотографии Якупова

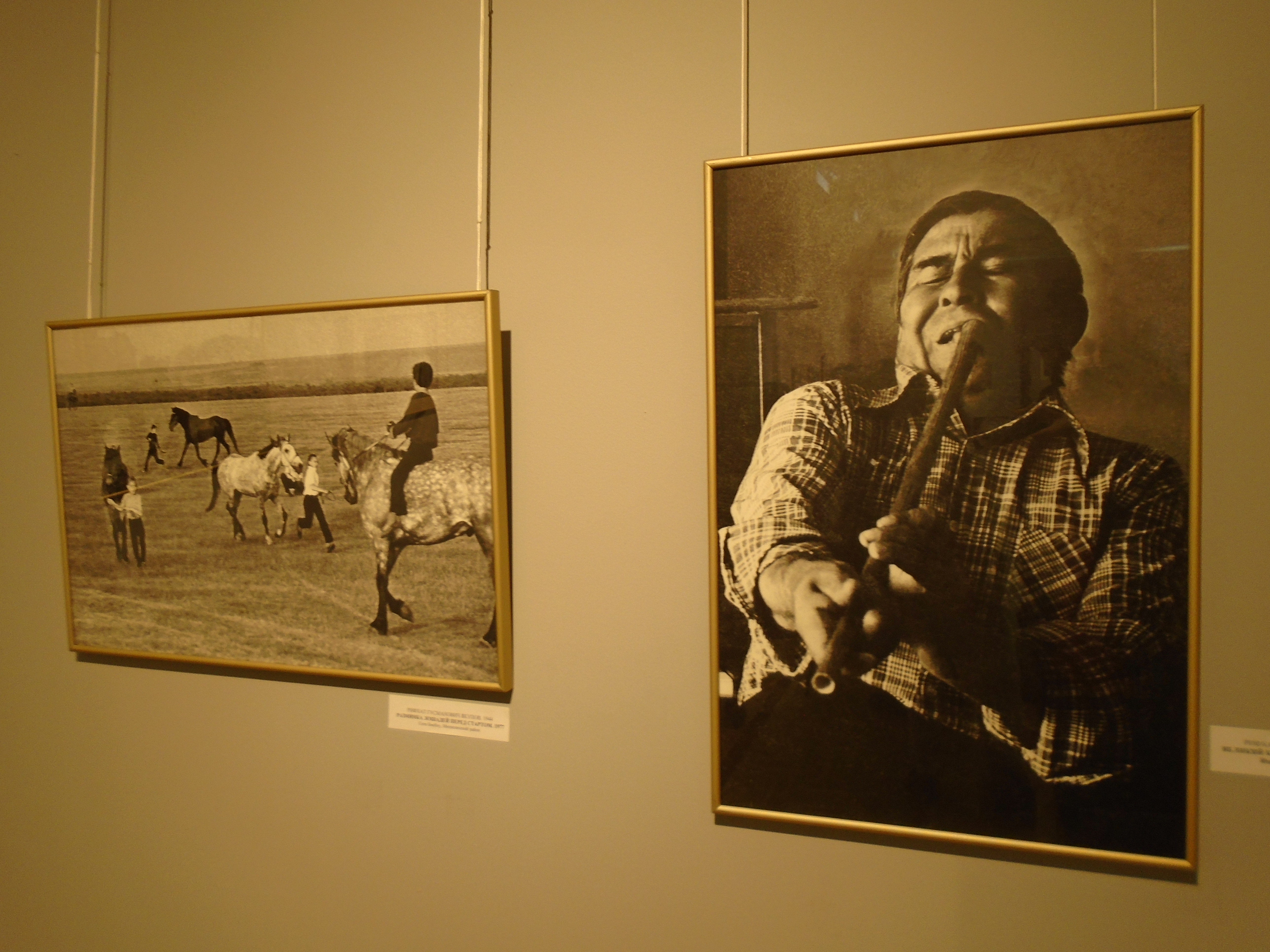
Фотографии Якупова

Персональные выставки Якупова состоялись в 1990 (Тампере, Финляндия), 1991 (Стокгольм, Швеция), 1994 (Люблин, Польша), 1995 (Берлин, Германия), 1997 (Пёрчах-ам-Вёртерзе, Австрия), 2005 (Хельсинки, Финляндия), 2006, 2011 (обе — Казань), 2014 (Кувейт), 2015 (Астрахань), 2022 (Казань) годах. Произведения находятся в коллекциях Российского этнографического музея в Санкт-Петербурге, Государственного музея изобразительных искусств Республики Татарстан, Национального музея Республики Татарстан, галереи «Коркоран» в Нью-Йорке, этнографических музеев в Стокгольме, Берлине, ряде других собраний.
Фотографии Якупова были изданы в альбомах «Казань» (1976), «Советский Татарстан» (Москва, 1978), «Другая Россия» (Оксфорд, 1986), «Инаковидящие» (Хельсинки, Финляндия, 1988), «Меняющаяся реальность» (Рочестер, США, 1991), «Театр им. Г. Камала» (1996), «Азнакай тамчылары» (2000), «Тысячеликая Казань» (2005), «Татарстан — наш общий дом» (2007), «100 лет Татарскому театру» (2009), «Путь к истокам» (Кувейт, 2014), «100 фотографий из СССР» (2020). Также участвовал в подготовке издания ряда фотоальбомов, например, о крымских татарах или о творчестве художника А. Фатхутдинова, проиллюстрированных фотографиями собственной работы.
Мы росли манкуртами, нас насильно отдавали в русские школы. Меня воспитывал дед, и до шести лет я не знал русского. Долгие годы не мог избавиться от комплекса по этому поводу. Однако через некоторое время это приняло неожиданный оборот: я же блестяще знал русский язык, литературу. Но ничего не знал о своём народе. В результате вырос национальным нигилистом. Мне казалось, всё, что касается моего народа, — убого, серо, неинтересно. Есть великая мировая культура, русская культура, а поскольку своей не знаешь, кажется, что либо её нет, или она в зачаточном состоянии. И лишь мировая фотография повернула меня к своему народу и культуре.Рифхат Якупов, 2005 год.

## Награды

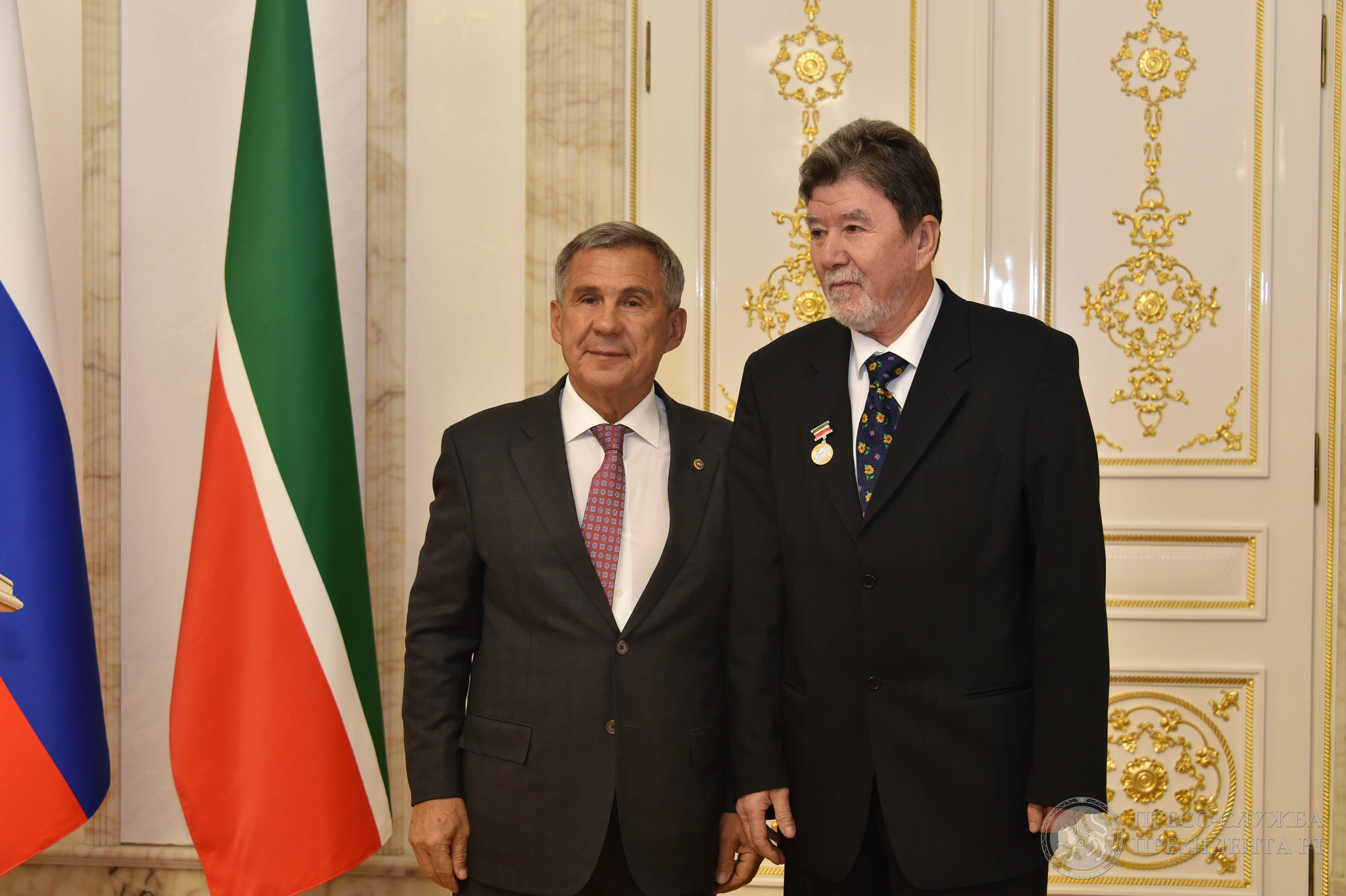
На вручении звания, 2019 год

- Государственная премия Республики Татарстан имени Габдуллы Тукая (2025 год) — за развитие фотоискусства в Республике Татарстан, значительный вклад в сохранение культурного наследия татарского народа и фотоальбом «Сабантуй»[42]. Вручена раисом Республики Татарстан Р. Н. Миннихановым на церемонии в Татарском государственном академическом театре имени Галиасгара Камала[43].
- Почётное звание «Заслуженный деятель искусств Республики Татарстан» (2018 год) — за большой вклад в развитие изобразительного искусства и плодотворную творческую деятельность[44][45].
- Первый приз фотоконкурса «Этнографическая мозаика татарского народа» в номинации «Народно-прикладное искусство. Традиции и обряды» (2019 год) — за работы «В вихре танца. Апипа» и «Едем на Сабантуй»[46].
- Премия Республиканского конкурса театральной фотографии «Leika» I степени в номинации «Актёрский портрет» (2018 год) — за работу «Главный режиссер Нижнекамского государственного татарского драматического театра им. Т. А. Миннулина, народный артист РТ Рустам Галиев»[47].
- Диплом конкурса художественной фотографии «Национальные праздники народов России» III степени (2018 год) — за работу «Сабантуй во все времена»[48].
- Театральная премия имени Дамира Сиразиева[тат.] (2003 год)[10].
- Премия республиканского конкурса журналистов «Бәллүр каләм — Хрустальное перо» в номинации «Имя в журналистике» (2002 год)[15].

## Личная жизнь
Жена — Эльмира Байрам-Али (род. 1957), крымская татарка по национальности, активистка национального движения, работает переводчиком-синхронистом в театре Камала. Есть дочь — Зарифе.